# 特卡馬卡
特卡馬卡是墨西哥的城市，由墨西哥州負責管轄，距離首都墨西哥城38.5公里，始建於1825年，面積153平方公里，海拔高度2,271米，2010年人口364,579。